# Dự án Mogul
Dự án Mogul (đôi lúc gọi là Chiến dịch Mogul) là một dự án tuyệt mật của Không lực quân đội Mỹ liên quan đến những chiếc máy vi âm bay lượn trên khinh khí cầu tầng bình lưu, mục đích chính là phát hiện khoảng cách xa các sóng âm thanh do những vụ thử bom nguyên tử của Liên Xô tạo ra.

## Lịch sử
Dự án Mogul được thực hiện từ năm 1947 cho đến đầu năm 1949. Đây là một phần được xếp loại mật của một dự án chưa được giới nghiên cứu khí quyển của Đại học New York (NYU) phân loại tài liệu mật. Dự án thành công vừa phải, nhưng rất tốn kém và được thay thế bởi một mạng lưới máy dò địa chấn và lấy mẫu không khí để tìm bụi phóng xạ, rẻ hơn, đáng tin cậy hơn và dễ triển khai và vận hành hơn.
Dự án này do nhà địa vật lý và nhà hải dương học Maurice Ewing khởi tạo vì trước đây ông từng nghiên cứu kênh âm thanh sâu trong các đại dương và đưa ra giả thuyết rằng một kênh âm thanh tương tự tồn tại trong tầng đối lưu: một độ cao nhất định tại đó áp suất và nhiệt độ không khí dẫn đến tốc độ âm thanh nhỏ nhất, do vậy sóng âm thanh sẽ truyền dẫn và lưu lại trong kênh do hiện tượng khúc xạ. Dự án liên quan đến đội hình khinh khí cầu mang theo máy vi âm và máy phát sóng radio để chuyển tiếp tín hiệu xuống mặt đất. Xuyên suốt quá trình thực hiện dự án đều do James Peoples giám sát nghiêm ngặt kèm theo sự trợ giúp từ nhà địa vật lý địa cực và nhà băng học Albert P. Crary.
Một trong những yêu cầu của khinh khí cầu là phải duy trì độ cao tương đối ổn định trong một thời gian dài. Vì vậy, thiết bị đo đạc phải được phát triển nhằm duy trì độ cao không đổi như vậy, chẳng hạn như cảm biến áp suất điều khiển việc giải phóng chấn lưu. Khinh khí cầu Mogul lúc đầu bao gồm những chùm bóng thám không làm bằng cao su lớn, thế nhưng chúng nhanh chóng bị thay thế bằng những quả khí cầu khổng lồ làm bằng nhựa polyetylen. Loại này trông bền hơn, ít rò rỉ khí heli hơn và cũng có khả năng duy trì độ cao không đổi tốt hơn so với khinh khí cầu cao su ban đầu. Khí cầu kiểm soát độ cao không đổi và khí cầu polyethylene là hai cải tiến chính của Dự án Mogul.

## Dự án tiếp theo
Dự án Mogul chính là tiền thân của chương trình khinh khí cầu Skyhook khởi động vào cuối thập niên 1940, cũng như hai chương trình gián điệp khác mang tên Dự án Moby Dick và Dự án Genetrix liên quan đến đèn pha và giám sát bằng ảnh chụp của Liên Xô vào giữa thập niên 1950. Những chiếc khinh khí cầu do thám này đã khiến cho ngay cả Liên Xô cũng phải lên tiếng phản đối. Các khí cầu có độ cao không đổi còn được quân đội Mỹ sử dụng cho các mục đích khoa học chẳng hạn như thí nghiệm tia vũ trụ.

## Biến cố Roswell
Ngày 8 tháng 7 năm 1947, một khinh khí cầu thuộc Dự án Mogul mang tên NYU Flight 4, được phóng một tháng trước đó vào ngày 4 tháng 6, đã bị rơi tại sa mạc gần Roswell, New Mexico. Quân đội quyết định che đậy bản chất thực sự của khinh khí cầu trước con mắt săm soi của dư luận và báo chí làm dấy lên vô số thuyết âm mưu từ những người đam mê UFO đã dẫn đến một biến cố "UFO" nổi tiếng nhất trong lịch sử UFO học.
Không giống như loại khí cầu thời tiết, phụ tùng trang bị thuộc Dự án Mogul rất lớn và chứa các loại vật liệu khác thường, theo nghiên cứu do tờ The New York Times tiến hành: "...những phi đội bóng bay lớn ... Giống như có một con voi trong sân sau nhà bạn và hy vọng rằng không ai nhận ra nó. ... Đối với con mắt của người chưa được đào tạo về kiến thức khoa học, các tấm phản xạ trông cực kỳ lạ mắt, một đống đồ linh tinh có dạng hình học gồm các thanh nhẹ và góc nhọn làm bằng lá kim loại. .. những bức ảnh này, được chụp vào năm 1947 và đăng trên báo, cho thấy cảnh những mảnh vụn của thứ gì đó rõ ràng là khinh khí cầu bị gãy vụn và tấm phản xạ radar."

## Di sản
Việc triển khai phát hiện sóng hạ âm thử nghiệm của Mogul đối với các vụ thử hạt nhân tồn tại ngày nay trong các máy dò đặt trên mặt đất, một phần của cái gọi là Geophysical MASINT (Measurement And Signal INTelligence). Năm 2013, mạng lưới máy dò âm thanh trên toàn thế giới này đã phát hiện ra vụ nổ lớn của thiên thạch Chelyabinsk ở Nga. Cường độ của sóng âm được sử dụng để ước tính quy mô của vụ nổ.